# 増田義郎
増田 義郎（ますだ よしお、本名・増田 昭三、1928年2月17日 - 2016年11月5日）は、日本の文化人類学者、歴史学者（ラテンアメリカ文化史）。東京大学名誉教授。

## 経歴
1928年、東京生まれ。1945年3月に東京府立第六中学校（現東京都立新宿高等学校）を卒業する。 東京大学文学部に進み、英吉利文学専修に入り、1950年に卒業する。1956年11月より 東京大学教養学部専任講師。1959年7月より助教授、1971年7月より教授。1988年に定年退官し、名誉教授となる。
定年退職後も、1989年より千葉大学文学部教授、1995年より亜細亜大学国際関係学部教授を務めた。1998年から1999年3月まで同客員教授。

## 研究内容・研究活動
元は英文学を専攻していたが、1950年代後半からは、日本におけるラテンアメリカ史の開拓研究者となり、インカ帝国、マヤ文明のほか、大航海時代（命名者でもある）や海賊などについて厖大な数の著作と翻訳がある。また自身イベリア半島やラテンアメリカ圏に、調査紀行を多くしている。

## 受賞・栄典
- 瑞宝中綬章（2010年）[2]
- 従四位（2016年）[3]

## 著書

### 単著
- 『インカ帝国探検記――ある文化の滅亡の歴史』（中央公論社, 1961年／中公文庫, 1975年、新装版2001年、改版2017年※）
- 『古代アステカ王国――征服された黄金の国』（中央公論社［中公新書］, 1963年）
- 『太陽の帝国インカ――征服者の記録による』（角川書店［角川新書］, 1964年）
- 『純粋文化の条件――日本文化は衝撃にどうたえたか』（講談社現代新書, 1967年）
- 『メキシコ革命――近代化のたたかい』（中公新書, 1968年）
- 『沈黙の世界史（12） 太陽と月の神殿』（新潮社, 1969年）
  - 『太陽と月の神殿――古代アメリカ文明の発見』（中公文庫, 1990年）
- 『新世界のユートピア』（研究社叢書, 1971年／中公文庫, 1989年）
- 『世界の歴史（7） インディオ文明の興亡』（講談社, 1977年）
- 『コロンブス』（岩波書店［岩波新書］, 1979年）
- 『ビジュアル版 世界の歴史（13） 大航海時代』（講談社, 1984年）
- 『略奪の海カリブ――もうひとつのラテン・アメリカ史』（岩波新書, 1989年）
- 『黄金郷に憑かれた人々』（日本放送出版協会［NHKブックス］, 1989年）
- 『大航海者の世界（3） マゼラン――地球をひとつにした男』（原書房, 1993年）
- 『黄金の世界史』（小学館, 1997年／講談社学術文庫, 2010年※）
- 『日本人が世界史と衝突したとき』（弓立社〈叢書日本再考〉, 1997年）
- 『物語ラテン・アメリカの歴史――未来の大陸』（中公新書, 1998年※）
- 『アステカとインカ――黄金帝国の滅亡』（小学館, 2002年／講談社学術文庫, 2020年※）
- 『太平洋――開かれた海の歴史』（集英社新書, 2004年）

※は電子書籍も刊

### 共著
- （友枝啓泰）『世界の聖域（18） 神々のアンデス』（講談社, 1982年）
- （フランクリン・ピース）『図説 インカ帝国』（小学館, 1988年）
- （柳田利夫）『ペルー 太平洋とアンデスの国――近代史と日系社会』（中央公論新社, 1999年）
- （前川輝光・高殿良博・鯉渕信一・竹内実）『アジア人の価値観』（アジア書房, 1999年）
- （吉村作治）『インカとエジプト』（岩波新書, 2002年）
- （青山和夫）『古代アメリカ文明　世界歴史の旅』（山川出版社, 2010年）

### 編著
- 『大系世界の美術（7）古代アメリカ美術』（学習研究社, 1973年）
- 『世界の博物館（5）メキシコ国立人類学博物館――太陽の国マヤ・アステカの文明』（講談社, 1978年）
- 『アメリカ論（2）中南米』（放送大学教育振興会, 1986年）
- 『スペイン：読んで旅する世界の歴史と文化』（新潮社, 1992年）
- 『図説 海賊』（ふくろうの本：河出書房新社, 2006年）
- 『図説 大航海時代』（ふくろうの本：河出書房新社, 2008年）

### 共編著
- （上田勤・大橋健三郎）『現代英米文学ハンドブック』（南雲堂, 1961年）
- 『新潮古代美術館（14） 古代アメリカの遺産』（新潮社, 1981年）- 分担解説、他は藤井龍彦・利根山光人・大江健三郎・小池祐二
- （堀内清治）『世界の建築（1） 古代オリエント・古代アメリカ』（学習研究社, 1983年）
- （染田秀藤・山田善郎）『ラテンアメリカ世界――その歴史と文化』（世界思想社, 1984年）
- （中川久定・二宮敬）『17・18世紀大旅行記叢書』（第Ⅰ期・全10巻、岩波書店, 1990-94年）
- （NHK取材班）『NHK大英博物館（6） マヤとアステカ・太陽帝国の興亡』（日本放送出版協会, 1991年）
- （島田泉）『古代アンデス美術』（岩波書店, 1991年）
- （山田睦男）『世界各国史（25） ラテン・アメリカ史Ⅰ　メキシコ・中央アメリカ・カリブ海』（山川出版社, 1999年）
- 『世界各国史（26） ラテン・アメリカ史Ⅱ　南アメリカ』（山川出版社, 2000年）、編者代表

### 主な訳書
※は電子書籍も刊
- 『片隅の人生　サマセット・モーム全集 第8巻』（新潮社, 1956年）
- ロザモンド・レーマン『ワルツへの招待』（三笠書房, 1956年／角川文庫, 1991年）
- アコスタ『新大陸自然文化史』（岩波書店「大航海時代叢書」上・下, 1966年）
- ゴドフリー・リーンハート『社会人類学』（長島信弘共訳、岩波書店, 1967年）
- 『マリノフスキー 世界の名著』泉靖一責任編集（中央公論社, 1967年、中公バックス, 1980年）
  - 改訂『西太平洋の遠洋航海者』（講談社学術文庫, 2010年）※- 編訳版
- ウィリアム・H・マクニール『世界史』（佐々木昭夫・柴田稔彦共訳、新潮社, 1971年）
  - 増訂版（佐々木昭夫共訳、中央公論新社, 2001年／中公文庫（上・下）, 2008年）
- ニコラス・ホーダン『神と黄金と栄光と　図説 探検の世界史3』（集英社, 1975年）
- L・G・ルンブレラス『アンデス文明――石期からインカ帝国まで』（岩波書店, 1977年）
- ハーヴェイ・ホワイト『メキシコの黄金』（晶文社, 1977年）
- シエサ・デ・レオン『インカ帝国史』（岩波書店「大航海時代叢書」, 1979年）
  - 『インカ帝国史』（岩波文庫, 2006年）
  - 『インカ帝国地誌』（岩波文庫, 2007年）
- フワン・ルルフォ『ペドロ・パラモ』（岩波書店, 1979年／岩波文庫, 1992年）
- コルテス/ヘレス『征服者と新世界』（岩波書店「大航海時代叢書」, 1980年）
- ラス・カサス『インディアス史』（全5巻、長南実訳、注解を担当、岩波書店「大航海時代叢書」, 1981-92年、再版1994年）
- ペドロ・ピサロほか『ペルー王国史』（旦敬介共訳、岩波書店「大航海時代叢書」, 1984年）
- R・A・スケルトン『世界探検地図――大航海時代から極地探検まで』（原書房, 1986年） 
  - 改訂版『図説 探検地図の歴史』（原書房, 1991年／ちくま学芸文庫, 2019年）※- 各・信岡奈生共訳
- クリントン・V・ブラック『カリブ海の海賊たち』（新潮社［新潮選書］, 1990年）
- スティーヴン・マーロウ『秘録コロンブス手稿』（文藝春秋（上・下）, 1991年）
- クック『太平洋探検』（岩波書店「17・18世紀大旅行記叢書」（上・下）, 1992-94年／岩波文庫（全6巻）, 2004-2005年）
- サルバドール・デ・マダリアーガ『コロンブス正伝』（角川書店, 1993年）
- マリアノ・クエスタ＝ドミンゴ『図説 航海と探検の世界史』（竹内和世共訳、原書房, 1995年）
- スティーヴン・マーロウ『ドン・キホーテのごとく―セルバンテス自叙伝』（文藝春秋（上・下）, 1996年）
- R・L・スティーヴンスン『完訳 宝島』（中公文庫, 1999年）
- デイヴィッド・コーディングリ編『図説 海賊大全』（東洋書林, 2000年）
- エリザベス・バケダーノほか『大陸別世界歴史地図（4）南アメリカ大陸歴史地図』（東洋書林, 2001年）
- ラウラ・ラウレンチック・ミネリ編『インカ帝国歴史図鑑―先コロンブス期ペルーの発展、紀元1000-1534年』（東洋書林, 2002年）
- フランシスコ・デ・ヘレス／ペドロ・サンチョ『インカ帝国遠征記』（中公文庫, 2003年）※
- マリア・ロストウォロフスキ『インカ国家の形成と崩壊』（東洋書林, 2003年）
- サマセット・モーム『ドン・フェルナンドの酒場で――サマセット・モームのスペイン歴史物語』（原書房, 2006年）
- ブライアン・レイヴァリ『船の歴史文化図鑑――船と航海の世界史』（悠書館, 2007年）
- ダニエル・デフォー『完訳 ロビンソン・クルーソー』（中央公論新社, 2007年／中公文庫, 2010年）※